# Les Sauvages (Rameau)
Les Sauvages, in Italia anche noto come Aria dei selvaggi, è un brano del compositore francese Jean-Philippe Rameau, composto nel 1727. Questo rondò barocco per clavicembalo, uno dei capolavori del repertorio operistico francese, è famoso per la sua orchestrazione realizzata per il quarto atto dell'opéra-ballet di Rameau Le Indie galanti (Les Indes galantes) del 1736. Nell'opera il brano è citato come Danse du Grand Calumet de la Paix ("Danza del gran calumet della pace") ed è anche noto come Forêts paisibles ("Foreste pacifiche") dal primo verso del coro, i cui versi furono scritti dal librettista Louis Fuzelier.

## Genesi dell'opera

### Lo spettacolo degli irochesi

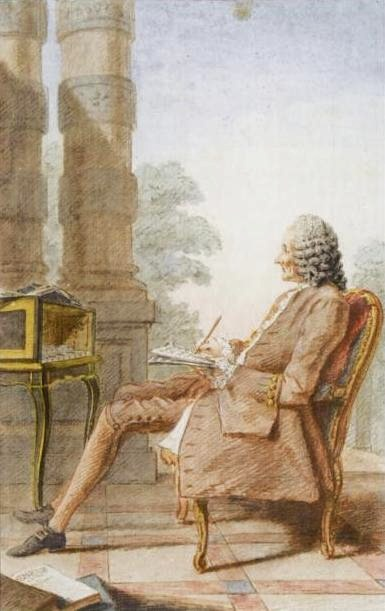
Il compositore Jean-Philippe Rameau in un ritratto del 1760.

Il 10 settembre 1725, o uno dei giorni successivi, il quarantenne Jean-Philippe Rameau assistette ad uno spettacolo nell'Hôtel de Bourgogne di Parigi, nel quale erano presenti due irochesi provenienti dalla Luisiana. Vennero rappresentate tre scene: la danza del calumè della pace, la danza della guerra e quella della vittoria. Durante quest'ultima, un guerriero, indossante un copricapo amerindio e armato di arco e frecce, simulò l'inseguimento di un nemico, mentre il suo compagno, seduto a gambe incrociate, suonava una sorta di bongo.
Lo spettacolo fu un successo, anche se il pubblico non capiva le parole cantate dai due e poteva appena immaginare le situazioni messe in scena. Il théâtre de la comédie italienne, che aveva organizzato lo spettacolo, vedendo il successo di quest'ultimo decise di realizzare degli altri spettacoli con gli irochesi dal titolo Dance de deux (Danza dei due).

### L'ambasciata dei "selvaggi del Mississippi"
Quasi contemporaneamente, a meno di una settimana di distanza, a Parigi avvenne la visita ufficiale di quattro capi illini, o Illiniwek, che rappresentavano i vari popoli dell'Alta Luisiana, nota ai francesi come Pays des Illinois. Gli ambasciatori avevano compiuto una traversata disastrosa partendo dall'Île Dauphine (attuale Dauphin Island in Alabama) come parte di un'ambasciata organizzata alla Nouvelle Orléans su ordine del coureur des bois Étienne Veniard.
Gli ambasciatori - eletti il 28 novembre 1724, quasi un anno prima, durante un'assemblea tenutasi presso il Forte Orléans alla presenza dell'amministratore Pierre Dugué de Boisbriant e del comandante Claude Charles du Tisné - erano i capi Agapit Chicagou, l'unico dei quattro a ricevere il battesimo, Mensperé, Boganienhin, anche noto come Boganiouhim, e Aguiguida. Accompagnati da un uomo chiamato Pilate, uno schiavo proveniente dalla tribù sconfitta degli Atanana, i capi indiani arrivarono a Parigi il 22 settembre. Questa ambasciata aveva l'obiettivo di far conoscere il regno di Francia e la sua civiltà ai popoli rappresentati dai quattro capi illini: i Mitchigamea, i Missouri, gli Osage e gli Oto. Doveva essere presente anche il capo Mamantouensa, sachem degli illini, ma egli venne trattenuto nella sua capitale, Kaskaskia, a causa della guerra contro i Meskwaki. Fu presente invece Ignon Ouaconisen, la figlia del cacicco e moglie del coureur des bois Étienne Veniard, che venne battezzata nella cattedrale di Notre-Dame.
Il 22 novembre, prima di partire per Fontainebleau, dove si sarebbero esibiti per il primo ministro Luigi Enrico di Borbone-Condé, i "selvaggi" (in francese Sauvages, come venivano chiamati dai parigini) visitarono la capitale, il palazzo del Louvre, la reggia di Versailles e il castello di Marly.

### La creazione della composizione
Due anni dopo, Jean-Philippe Rameau si ispirò alla danza degli irochesi per realizzare un rondò, Les Sauvages, che venne pubblicato nel 1728 nel libro Nouvelles Suites de pièces de clavecin, come sesto movimento della suite in sol. Nel brano è presente una ricerca di risonanza che si sente nei klang di Rameau, dove i silenzi accentuano, per contrasto, l'effetto della melodia. Il compositore conservava anche i ricordi dell'ambasciata di nativi americani, che gli torneranno utili per completare la sua seconda opéra-ballet Le Indie galanti per la sua rimessa in scena del 1736.

### L'inclusione nell'operaLes Indes galantes

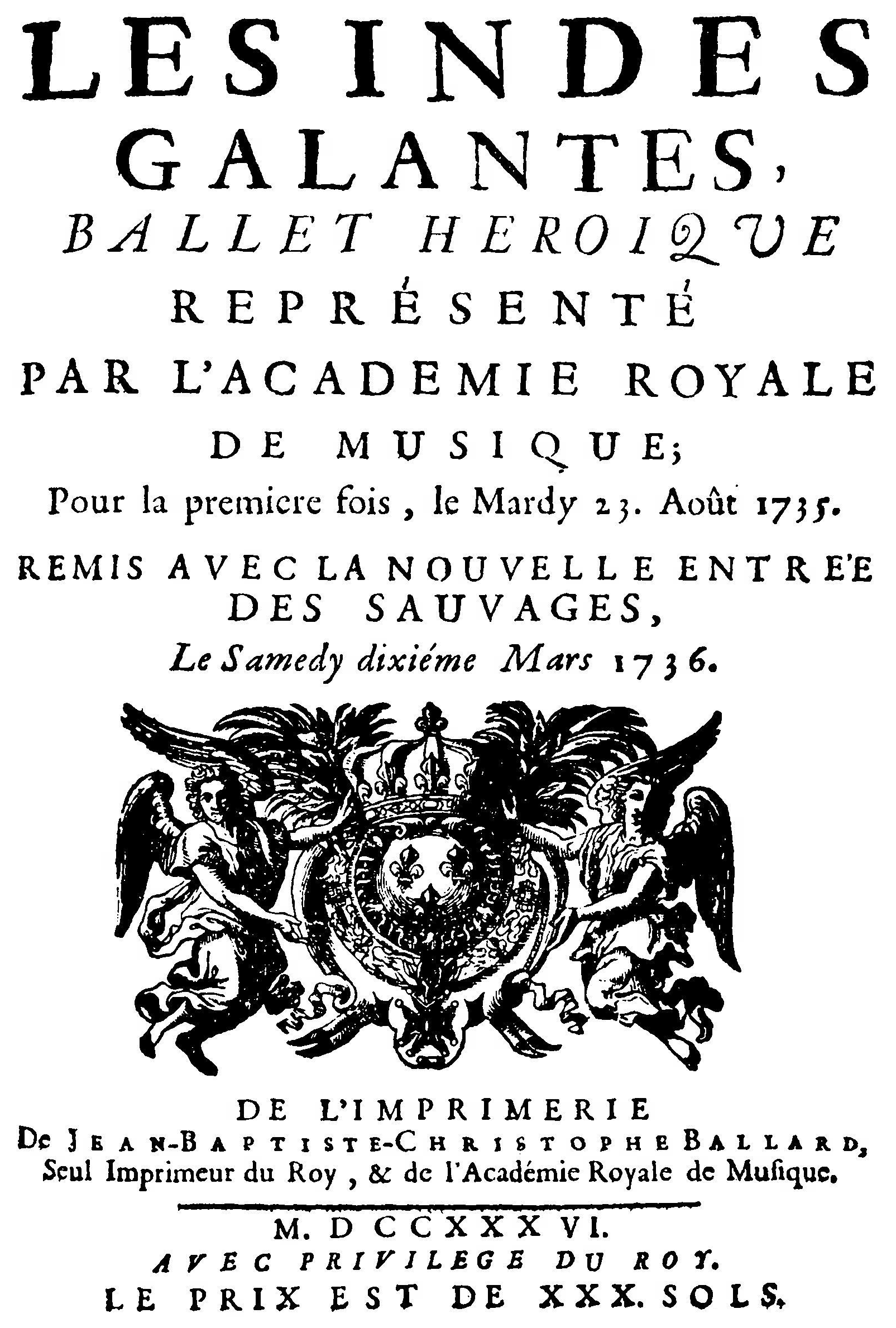
Il manifesto dell'opera Le Indie galanti "rimessa in scena con la nuova entrée dei Selvaggi" (remis avec la nouvelle entrée des Sauvages) nel 1736.

Il 23 agosto 1735 venne messa in scena l'opera Le Indie galanti al palazzo reale da parte dell'accademia reale di musica (oggi la compagnia dell'Opéra de Paris). Lo spettacolo si rivelò un fiasco e il pubblico, aristocratico, criticò la musica per essere troppo "italiana" e i versi per essere troppo vicini alla lingua del popolo. I lullisti, i più conservatori, ne denunciarono la musica "diabolica".
Rameau allora, per salvare l'opera e prendersi una rivincita nei confronti del pubblico, decise di apportare delle modifiche al terzo atto e di aggiungere un quarto ed ultimo atto più audace, riprendendo il rondò Les Sauvages da lui pubblicato nel 1728. I coloni europei, francesi e spagnoli, e i loro alleati indigeni, sottomessi militarmente, sono gli antagonisti e vengono dipinti male, mentre la società degli autoctoni, che vivono in prossimità della natura e trionfano l'amore idillico, viene vista come un nuovo modello di civiltà. Infatti, il francese Damon e lo spagnolo Don Alvaro tentano di sedurre Zima, la figlia di un capotribù, ma questa decide di ignorarli, preferendo loro il giovane capo Adario.
Il 10 marzo 1736, alla ventottesima rappresentazione dell'opera, venne presentata la nuova versione delle Indie galanti. Les Sauvages, oltre a dare il nome al quarto atto, viene sviluppato in due partite: la prima, la Danse du Grand Calumet de la Paix, è strumentale e sinfonica; la seconda è vocale ed è accompagnata dagli archi, dai fiati e dalle percussioni dell'orchestra.

## Musica
La forma del rondò è qui resa al clavicembalo da tre processi, la cui combinazione deriva dalla ripetizione di una pausa ritmica tra una prima misura e quelle successive, dall'accentuazione di questo contrasto ritmico per lo sviluppo di queste in arpeggi, dalla composizione contrappuntistica dei salti fugali tra degli intervalli diatonici. L'esotismo, particolarmente marcato in questa composizione, deriva dagli effetti armonici e sonori poco convenzionali ma comunque apprezzabili.

## Testo
| Testo in francese | Traduzione |
| --- | --- |

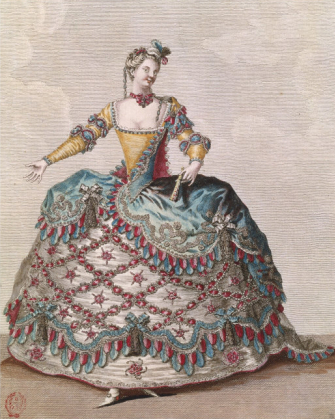
Uno schizzo per il costume di Zima (interpretata dal soprano Marie Pélissier) per una rappresentazione dell'opera di Rameau.

| Duo (Zima et Adario): Forêt paisibles, Jamais un vain désir ne trouble ici nos cœurs. S’ils sont sensibles, Fortune, ce n’est pas au prix de tes faveurs. Chœur des sauvages: Forêt paisibles, Jamais un vain désir ne trouble ici nos cœurs. S’ils sont sensibles, Fortune, ce n’est pas au prix de tes faveurs. Duo (Zima et Adario): Dans nos retraites, Grandeur, ne viens jamais offrir de tes faux attraits! Ciel, Ciel, tu les as faites Pour l’innocence et pour la paix. Duo (Zima et Adario): Jouissons dans nos asiles, Jouissons des biens tranquilles! Ah ! Peut-on être heureux, Quand on forme d’autres vœux? | Duetto (Zima e Adario): Pacifiche foreste mai un vano desiderio turba qui i nostri cuori. Se essi sono sensibili Fortuna, non c’è prezzo per i tuoi favori. Coro dei selvaggi: Pacifiche foreste mai un vano desiderio turba qui i nostri cuori. Se essi sono sensibili Fortuna, non c’è prezzo per i tuoi favori. Duetto (Zima e Adario): Nei nostri rifugi grandezza, non venire mai a offrire le tue false attrattive! Cielo!, tu li hai fatti per l’innocenza e per la pace. Duetto (Zima e Adario): Siamo felici nei nostri asili, siamo felici del bene della tranquillità! Ah! si può essere felici quando si desiderano altre cose? |

## Riprese del brano da artisti successivi
- 1750 circa, Louise Leclair, «Les Sauvages 2ème basse», per fagotto e basso continuo.[22]
- 1770, Jean-François Tapray, «Les Sauvages et quatre variations».
- 1773, Michel Corrette, «Les Sauvages», nel Concerto comique no 25.
- 1787, Nicolas Dalayrac, Ouverture dell'opera Azemia ou le nouveau Robinson.[23]
- 1808, Casimir Baecker, Les Sauvages, per arpa.[24]